# Проверка на дорогах
«Прове́рка на доро́гах» — советский военный фильм 1971 года, самостоятельный режиссёрский дебют Алексея Германа. Сценарий Эдуарда Володарского основан на повести Юрия Германа (отца режиссёра) «Операция „С Новым годом!“» о русском коллаборационисте, который добровольно сдался советским партизанам с целью искупить свою вину за переход на сторону противника.
Снятый в 1970 году фильм «Операция „С Новым годом!“» отправился «на полку», так как чиновники Госкино посчитали фильм дегероизирующим народное сопротивление врагу во время Великой Отечественной войны. Картина вышла на большой экран только в 1986 году под названием «Проверка на дорогах» (в титрах год съёмки указан как 1985). Создатели фильма отмечены призами разных кинофестивалей, а также Государственной премией СССР.

## Сюжет
События фильма происходят в декабре 1942 года в оккупированной вермахтом Псковской области. В тылу немецких войск действует партизанский отряд под командованием бывшего сельского участкового милиционера Ивана Локоткова. В отряд добровольно переходит бывший сержант Красной армии Александр Лазарев, ранее побывавший в плену у немцев и добровольно перешедший к ним на службу. Теперь он готов кровью искупить измену Родине, если ему поверят.
Отряд в тяжёлом положении — людям нечего есть. Командование решается на рискованную операцию по захвату эшелона с продовольствием на железнодорожной станции, охраняемой фашистами. Помочь может только Лазарев, которого охрана станции знает в лицо. Локотков верит Лазареву, хотя предупреждает:
И погибнуть, Лазарев, нельзя, и без вести пропасть тоже нельзя. Тебе эшелон пригнать надо. И чтобы люди подтвердить могли.
Политрук отряда — майор Петушков — считает, что при любых обстоятельствах единожды оступившемуся доверия нет. Операция становится последней проверкой человека, который готов пойти на всё ради того, чтобы сохранить свою честь.
Группа переодетых в немцев партизан проникает на станцию. Лазарев видит на пулемётной вышке своего знакомого и поднимается к нему. Один из полицаев узнаёт партизана и поднимает тревогу. Партизаны угоняют поезд, Лазарев с вышки прикрывает угон огнём из пулемёта, не давая немцам ни остановить партизан, ни перевести стрелку. Смертельно раненный Лазарев с трудом спускается с вышки и сколько есть сил бежит за поездом...
В последней сцене фильма в одном из городов Германии весной 1945 года бывшего партизана Локоткова, уже в армейской форме, встречают советские воины, которых он когда-то вывел из окружения. А он не может их вспомнить, настолько много их тогда было.

## В ролях
- Ролан Быков — старший лейтенант / капитан Иван Локотков (прототип — Георгий Иванович Пяткин)
- Владимир Заманский — Александр Лазарев
- Олег Борисов — разведчик Виктор Соломин
- Анатолий Солоницын — майор Петушков
- Майя Булгакова — крестьянка
- Анда Зайце — Инга
- Юрий Дубровин — Гена Большаков
- Геннадий Дюдяев — Митька
- Игорь Класс — партизан-эстонец
- Фёдор Одиноков — Ерофеич
- Николай Бурляев — молодой полицай
- Виктор Павлов — Кутенко, полицай
- Николай Ващилин — эпизод
- Павел Кормунин — эпизод (в титрах не указан)

## Съёмочная группа
- Автор сюжета: Юрий Герман
- Автор сценария: Эдуард Володарский
- Режиссёр: Алексей Герман
- Режиссёр второй: Валерий Быченков
- Оператор-постановщик: Яков Склянский
- Операторы: Л. Колганов, В. Миронов
- Художник-постановщик: Валерий Юркевич
- Музыка:
  - Исаак Шварц
  - Густав Малер
- Звукорежиссёр: Тигран Силаев
- Монтаж: Анна Бабушкина
- Военный консультант: Давид Драгунский
- Костюмы: Н. Доброва
- Директор картины: Владимир Беспрозванный

## Съёмки
Натурные съёмки картины, первоначально называвшейся «Операция „С Новым годом“», проводились близ Волги, в Тверской (тогда Калининской) области. Эпизоды на станции Карнаухово снимались в Бологое на путях парка Медведево. В отличие от других работ Алексея Германа, они прошли в очень сжатые сроки — в течение пяти месяцев 1970 года. По свидетельству режиссёра, «официально приводимая дата» фильма — 1971 год — не соответствует действительности. Алексей Герман впервые в советском кино заговорил о тех, кому выпало оказаться в вражеском плену.

Мне и самому трудно сказать. Книжка плохая, отец меня от неё отговаривал. «Операцию „С Новым годом“» он не любил. Уже написав её, он выяснил, что сведения, которыми пользовался в момент работы, были неполны. Он не знал про одного из самых главных исполнителей операции. Это был Владимир Иванович Никифоров, Герой Советского Союза, необыкновенного достоинства, скромности, мужества, благородства человек с трудной судьбой.

## Прокат
Проблемы начались при попытке выпустить ленту в прокат. Сам режиссёр считает, что причиной запрета стала показанная в фильме жалость к людям, сдавшимся в плен.

По официальным данным, в стране было десять миллионов пленных. После войны, когда эти десять миллионов вернулись в Россию, они все были отправлены в ГУЛАГ. Там они провели десять лет в лучшем случае. Конечно, всё это затронуло их семьи, отцов, матерей, жён, детей. Считается, что все они были вскоре реабилитированы, но в действительности это произошло только в 1989 году. А до этого они рассматривались как государственные преступники, изменники, хотя и были освобождены. Было много русских не только в армии Власова, но также в подразделениях немецкой армии. Каждая дивизия имела русский батальон в своём составе. В них насчитывалось около двух миллионов человек. Их держали в лагерях по двадцать пять лет. Большинство этих людей не были мерзавцами или предателями, а были просто несчастными заключёнными. В своё время нам показалось, что в фильме можно поднять эту проблему.— Алексей Герман
Картина была обвинена в дегероизации народного сопротивления врагу во время Великой Отечественной войны, главный конфликт был назван фальшивым, а сам режиссёр уличён в незнании реалий партизанской жизни. Председатель Госкино СССР Алексей Романов усмотрел в фильме нападки на лучшие образцы советского искусства, посвящённого Великой Отечественной войне, и позаботился о том, чтобы лента не увидела свет.

В фильме искажён образ героического времени, образ советского народа, поднявшегося на оккупированных территориях на смертельную борьбу с немецко-фашистскими захватчиками… В образе Локоткова нет тех черт, которые рассказали бы о нём как об опытном командире и партизанском руководителе.— Из заключения главной сценарной редакционной коллегии 10 сентября 1971 г.
В результате фильм положили «на полку» на 15 лет. Он был выпущен на экраны только в 1986 году с началом Перестройки.

## Тематика

### Исторический контекст
При воссоздании исторической картины партизанской жизни создателей фильма консультировал Герой Советского Союза, бывший партизан Владимир Никифоров. По его словам, власовцев уверяли, что СССР примет и простит их, но всё случилось наоборот. Когда они отвоевали в Красной Армии, после войны их посадили в тюрьму.
Голодные, оборванные, практически безоружные старики, обречённые на невыносимые страдания женщины с малыми детьми на руках; советские военнопленные, изображение которых на экране было закрытой темой кинематографа СССР — режиссёр Алексей Герман в присущей ему манере тщательно воссоздал этот небольшой эпизод бесчеловечной войны:

Война приходит в дома мирных жителей, живущих своей обычной жизнью. Это акцентируется режиссёром. Нелепо гибнет женщина, вдруг бросившаяся снимать под обстрелом сохнущее бельё; падает, сражённый пулей, мужик, догоняющий свою корову Розку; старуха уносит подальше от взрывов икону — единственное своё сокровище, но не в силах продолжить с нею путь, оставляет икону прямо в снегу, прислонив её к дереву.

### Герои-антиподы
Главная тема фильма — искупление Лазаревым своего греха предательства. Лазарев совсем не похож на типичного героя многочисленных фильмов о Великой Отечественной. Попал в плен, служил немцам, затем ушёл и сдался партизанам. Он твёрдо знал, что его ждёт неизбежная смерть, что если даже ему чудом поверят и он переживёт голод, морозы и уцелеет в неравных боях с немцами, то в конце его будет ждать трибунал. Лазарев уже считает себя мёртвым и опозоренным, ему больше некуда идти и осталось только одно желание — остаться человеком. Роль Лазарева, исполненная Заманским, стала вершиной его актёрской карьеры. Владимир Заманский назвал эту свою роль лучшей и самой любимой.
Основной конфликт картины — в противостоянии командира отряда Локоткова и политрука Петушкова, который особенно ярко проявился в эпизоде отмены приказа о подрыве железнодорожного моста. Способность понять и поверить отчаявшемуся, даже в самых крайних обстоятельствах, возвышает образ Локоткова, воплощённый на экране Роланом Быковым. Писатель Игорь Мусский сравнивает Локоткова с персонажем книги Толстого «Война и мир» капитаном Тушиным. Совсем не героический облик Локоткова и бойцов его отряда становится собирательным портретом миллионов людей, которые ковали победу в войне. Литературными предшественниками майора Петушкова являются, по мнению Евгения Марголита, особисты из повестей Василя Быкова.

### Место в творчестве Германа
«Проверка на дорогах» строится на столкновении нравственных позиций героев-антиподов. Наличие чётко проговоренного конфликта отличает фильм от последующих работ Германа, где фабульное начало будет подчинено «плотности и густоте передачи второго плана, объёмности жизненной среды, свободе и многолинейности драматургического строения».

## Отзывы и мнения
Как и в повестях Василя Быкова, центральным мотивом фильма «Проверка на дорогах» является испытание человечности в нечеловеческих условиях; на это указывает, в частности, Евгений Марголит.
По словам Любови Аркус, во время перестройки «Проверка на дорогах» не вполне вписалась в ожидания советских зрителей, которые ожидали увидеть нечто военно-романтическое наподобие «Летят журавли» или «Баллады о солдате», но только с антисоветским уклоном.
По поводу попытки самоубийства на войне Агнесс Вевер задаётся риторическим вопросом: «Это ли не показатель того, что самая страшная война — не внешняя, не под знамёнами, а в душе у каждого, внутри?»

## Призы и награды
- Государственная премия СССР 1988 года. Лауреаты: Эдуард Володарский, Алексей Герман, В. Юркевич, Т. Силаев (посмертно), В. Заманский.
- Приз «За лучшую роль» В. Заманскому на XV МКФ фильмов о Свободе и Революции в Сопоте, Югославия (1986).
- На ежегодном конкурсе журнала «Советский экран» в 1985 году, среди лучших фильмов года картина заняла 3-е место, а Ролан Быков занял 2-е место среди лучших актёров года (1986).
- 1987 — премия критики МКФ в Роттердаме (режиссёру А. Герману за фильмы «Проверка на дорогах», «Двадцать дней без войны», «Мой друг Иван Лапшин»)
- 1989 — МКФ в Сиднее.

## Технические данные
- Производство: Ленфильм, 10 частей, 2661 м, ш/экранный.
- Художественный фильм, чёрно-белый.
- Ограничение по возрасту: не рекомендуется лицам до 16 лет.
- Прокатное удостоверение № 1106985 от августа 1985.
- Первый показ в кинотеатре: 1985 г.
- Сборы: 9 млн зрителей в первый год проката.
- Издание на VHS: 1 VHS, звук 1.0, PAL, издатель: «Ленфильм»
- Издание на DVD: 1 DVD, звук 5.1, PAL, 5-я зона, без субтитров, издатель: «Ленфильм» 2005 г.